# Sebastian Rajalakso
Sebastian Rajalakso, né le 23 septembre 1988 à Enköping, est un footballeur suédois. Il évolue au poste de milieu gauche avec le club du GIF Sundsvall.

## Biographie
Sebastian Rajalakso reçoit plusieurs sélections avec les équipes nationales suédoises, dans les catégories moins de 19 ans et espoirs. Avec les espoirs, il inscrit un doublé en amical contre la Belgique.
Il joue principalement en faveur des clubs du Djurgårdens IF et du GIF Sundsvall.
Il dispute plus de 200 matchs en Allsvenskan. Il joue également deux rencontres rentrant dans le cadre des tours préliminaires de la Ligue Europa.

## Palmarès
- Vice-champion de Suède de D2 en 2014 avec le GIF Sundsvall